# Tristanpinguin
Der Tristanpinguin oder Nördlicher Felsenpinguin (Eudyptes moseleyi) ist eine Pinguinart, die erst seit 2006 als eigene Art anerkannt ist. Er ist dem Felsenpinguin (Eudyptes chrysocome) sehr ähnlich, lebt aber in einem anderen Verbreitungsgebiet und zeigt genetische und geringe körperliche Unterschiede.
Eine Studie von 2009 machte deutlich, dass die Population des Tristanpinguins seit den 1950ern um 90 % zurückgegangen ist. Daher hat die IUCN den Nördlichen Felsenpinguin in die Rote Liste gefährdeter Arten als stark gefährdet (Endangered) aufgenommen.

## Taxonomie
Traditionell wurden die Felsenpinguine als eine weitgefasste Art mit drei Unterarten aufgefasst, der südlich verbreiteten Eudyptes chrysocome chrysocome (Forster, 1781), der östlichen Eudyptes chrysocome filholi Hutton, 1879 und der nördlichen Eudyptes chrysocome moseleyi Mathews & Iredale 1921. Die drei Unterarten wurden anhand der Länge der Schopffedern, der Ausdehnung und Farbe der Fußhaut, des Farbmusters der Unterflügel und der Größe des Überaugenstreifens unterschieden. Außerdem ist der Tristanpinguin größer als die beiden anderen Unterarten. Neben morphologischen Unterschieden war bereits seit 1982 auch ein deutlich unterschiedlicher Paarungsruf der nördlichen Unterart, also ein Verhaltensmerkmal, bekannt.
Zwei genetische Untersuchungen im Jahr 2006, die die Verwandtschaft der Unterarten anhand des Sequenzvergleichs von verschiedenen Regionen der MtDNA überprüften, erwiesen alle drei bzw. die nördliche gegenüber beiden südlichen als getrennte, jeweils monophyletische Einheiten. Dies wurde in späteren Untersuchungen bestätigt. Auch bei der ersten Untersuchung waren dabei die südliche und die östliche Unterart viel näher miteinander verwandt als mit der nördlichen. Die Autoren der ersten Studie schlugen vor, alle drei Unterarten als Arten aufzufassen, die der zweiten trennten lediglich die nördliche Unterart als eigenständige Art ab. Diese Auffassung hat sich weithin durchgesetzt, wird allerdings noch nicht von allen Taxonomen anerkannt.
Als zusätzliches Argument für die Trennung, und damit die reproduktive Isolation konnten auch Unterschiede ihrer Parasiten nachgewiesen werden. Die Pinguine werden von insgesamt 15 Arten von Kieferläusen aus zwei Gattungen parasitiert. Bei Felsenpinguinen kommt die Art Austrogoniodes keleri nur bei den südlichen, Austrogoniodes concii nur bei den nördlichen und Austrogoniodes hamiltoni nur bei den östlichen Populationen vor. Die Läuse können nur bei direktem körperlichen Kontakt übertragen werden.
Ein wesentlicher Faktor für die Trennung der nördlichen und südlichen Felsenpinguine könnte die antarktische Konvergenz sein, eine Front, die kaltes antarktisches (etwa 7 °C) von wärmerem subtropischen (etwa 12 °C) Wasser in einem scharfen Gradienten trennt und die als wichtige Scheide in der Verbreitung vieler Meereslebewesen nachgewiesen ist. Der Tristanpinguin lebt nördlich, der Felsenpinguin südlich von dieser. Datierungen der Artaufspaltung anhand der Methode der molekularen Uhr legen nahe, dass sich beide vor etwa 0,9 Millionen Jahren getrennt haben, als die Konvergenz sich nach Süden hin verlagerte. Die Populationen der Felsenpinguine auf den nördlichsten Inseln lebten nun nördlich davon, unter völlig verschiedenen ökologischen Bedingungen und evolvierten getrennt von ihren südlichen Verwandten, so dass sich ein vikariierendes Verbreitungsmuster ergab. Die erst weitaus später, vor etwa 0,25 Millionen Jahre aus dem Meer auftauchende Amsterdam-Insel wurde dann von Tieren der nördlichen Population besiedelt, also von Tieren aus der passenden Klimazone, nicht von den weitaus näher gelegenen südlichen Inseln aus. 2007 wurde dann erstmals von einem einzelnen Tristanpinguin berichtet, der im Verbreitungsgebiet der südlichen Art, auf den Kerguelen, angetroffen wurde. Genetische Marker ließen den Schluss zu, dass er von der Gough-Insel, 6.000 km entfernt, kam. Dies lässt den Schluss zu, dass beide Arten inzwischen genetisch klar getrennte Einheiten sind, da es auch durch gelegentliche Irrgäste nicht mehr zu genetischer Introgression kommt, die ansonsten im Genom klar erkennbar sein müsste.

## Merkmale
Die Tristanpinguine erreichen eine Körpergröße zwischen 45 und 62 Zentimeter. Das Gewicht variiert erheblich im Verlauf eines Jahres, grundsätzlich sind sie kurz vor der Mauser am schwersten und können dann bis zu 3,8 Kilogramm wiegen. Weniger gut ernährte Felsenpinguine haben gelegentlich aber auch ein Gewicht von nur zwei Kilogramm. Grundsätzlich zählen sie zu den kleinsten Pinguinen überhaupt. Ein auffälliger Sexualdimorphismus besteht nicht, Weibchen sind allerdings tendenziell etwas kleiner. Das Gefieder zeigt keine jahreszeitlichen Variationen. Jungvögel können anhand ihrer Gefiederfärbung bis zu einem Alter von zwei Jahren von den adulten Felsenpinguinen unterschieden werden.
Adulte Vögel haben einen schmalen gelben Überaugenstreifen, dessen Federn hinter dem Auge stark verlängert sind und abstehen; weiter zum Hinterkopf hin sind diese Federn in Längsrichtung gelb-schwarz gestreift und bilden dort einen locker anliegenden Schopf. Die Augen sind rot, der kurze, kräftige und wulstig aufgeworfene Schnabel ist rötlich-braun, Füße und Beine sind rosa, die Sohlen sind schwarz. Kopf und Gesicht sind ansonsten schwarz. Die Körperoberseite ist dunkel schiefergrau. Frisch gemausertes Gefieder schimmert bläulich. Abgenutztes Gefieder kurz vor der Mauser wirkt dagegen bräunlich. Die Körperunterseite ist weiß und scharf von der schwarzen Kehle abgesetzt. Die zu Flossen umgebildeten Flügel sind auf der Oberseite blauschwarz und auf der Unterseite weiß.
Jungvögel sind kleiner als adulte Vögel. Kinn und Kehle sind bei ihnen grau. Der Schnabel ist kleiner und matter gefärbt. Sie weisen entweder noch keine verlängerten Schopffedern auf oder diese sind deutlich kürzer als bei den adulten Vögeln. Das Gefieder der Küken ist vollständig schwarz und ohne jede Zeichnung, der Schnabel ebenso. Immature Tiere sind erkennbar an einem mattgelben Strich über dem Auge und einem rotbraunen Schnabel, aber fehlendem Schopf.

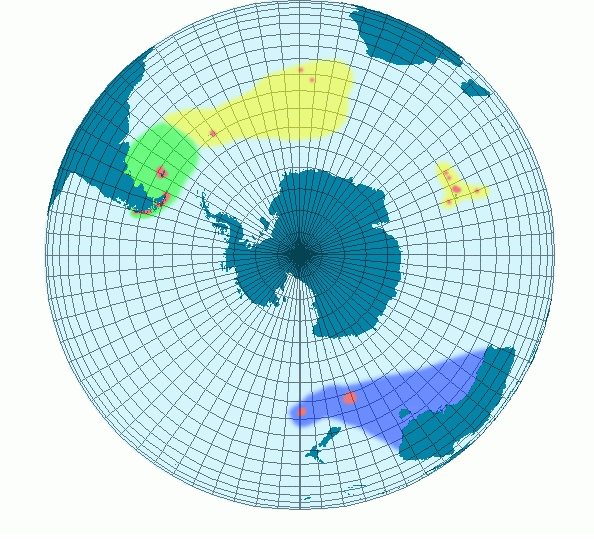
Gelb – das Verbreitungsgebiet des Tristanpinguins

## Verbreitung und Lebensraum
Mehr als 99 % der Tristanpinguine brüten auf Tristan da Cunha und der umgebenden Inselgruppe und der Gough-Insel im südlichen Atlantischen Ozean. Weitere Brutnachweise gibt es für die Amsterdam- und Sankt-Paul-Insel. Nach der Brut- und Mauserzeit leben die Tiere bis zu sechs Monate lang auf dem offenen Ozean. Vereinzelt wurden Tiere nördlich bis Südafrika gesichtet.

### Strandung in Australien
Weit weg vom natürlichen Lebensraum wurden einmalig im November 2016 an zwei Stränden der australischen Ostküste zwei männliche Individuen – verletzt gestrandet – aufgefunden. Sie wurden gepflegt und kamen im Oktober 2017 in den Tiergarten Schönbrunn in Wien und wurden nach Quarantäne in die Gruppe von rund 50 Artgenossen im dortigen Polarium aufgenommen.

## Ökologie und Verhalten

### Nahrung
Die Pinguine sind Nahrungsgeneralisten; sie fressen alles, was sie fangen und verzehren können. Man hat bei Untersuchungen Krebstiere (z. B. Euphausia, Thysanoessa, Themisto), Kalmare (Gonatus, Loligo, Onychoteuthis, Teuthowenia) und verschiedene kleine Fische in unterschiedlichen Anteilen nachgewiesen. Meist jagen sie in Gruppen, selten auch bis in Tiefen unter 100 m.

### Verhalten
Obwohl die Tiere relativ klein sind, gelten sie als wehrhaft auch weit größeren Angreifern gegenüber. Felsenpinguine greifen unterschiedslos jedes Tier an, das in die Nähe ihres Nestes kommt, ob andere Pinguine, Albatrosse oder Menschen. Ihren Partnern gegenüber sind die Tiere hingegen ausgesprochen zärtlich und soziale Gefiederpflege ist üblich.

### Vermehrung

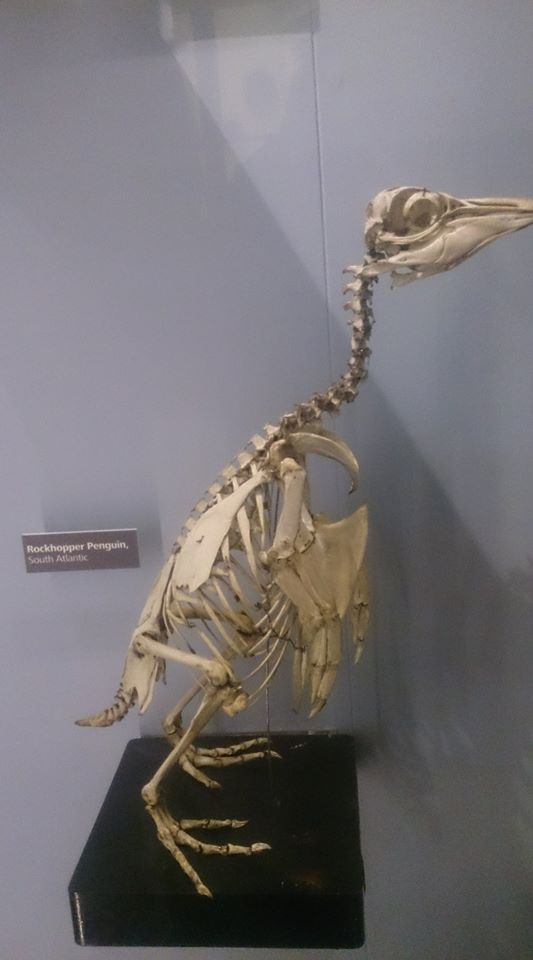
Skelett eines Felsenpinguins im Manchester Museum

Die Vögel brüten auf ihren Inseln in Kolonien in allen möglichen Gebieten vom Meeresspiegel an aufwärts in Klippen und selbst im Innern der Inseln, teilweise in Beständen der bultig wachsenden Grasart Spartina arundinacea. Auch das Paarungsritual unterscheidet sich von den Unterarten des Südlichen Felsenpinguins: Die Paarungsrufe und der Einsatz der Federschöpfe unterscheiden sich deutlich. Die Tiere paaren sich unmittelbar nach der Rückkehr zur Brutinsel, im späten Juli oder im August, meist mit demselben Partner wie im Vorjahr. Anschließend kratzt das Weibchen eine kleine Nestmulde aus, für die das Männchen Polstermaterial wie Gras und Federn herbeiträgt. Die Paare verteidigen den unmittelbaren Nestbereich innerhalb der Brutkolonie als Territorium. Das Weibchen legt zwei Eier, deren erstes immer merklich kleiner ist als das zweite. Das erste Ei geht meist verloren und wird nur selten bebrütet. Auch wenn ausnahmsweise zwei Junge schlüpfen, überlebt im Regelfall nur das größere. Selten gibt es Nester mit drei Eiern; ob dies auf zusätzlich gelegte oder von fremden Weibchen eingeschmuggelte zurückgeht, ist unbekannt. Die Brutzeit dauert etwa 32 bis 34 Tage, wobei beide Eltern abwechselnd brüten. Nach dem Schlupf füttert zunächst nur das Weibchen, später beide Eltern. Die Jungen werden mit der Mauser zum Adultkleid, nach etwa 9 bis 10 Wochen, selbständig. Die ausgewachsenen Tiere füttern ihre Jungen mit kleineren Beutestücken als denen, die sie für sich selbst erbeuten würden. Während der Brutzeit ernähren sich die Tiere zunächst von Krill und erweitern ihre Diät dann um Fisch.

### Feinde
Ausgewachsene Tiere haben an Land keine natürlichen Feinde, im Meer hingegen werden sie Beute von Orcas und Seelöwen. Eier und Küken werden von Raubmöwen, Möwen und Geierfalken gefressen. Auf einigen Inseln sind Feinde (Katzen, Ratten) auch von Menschenhand eingeführt worden.

### Population und Bedrohung

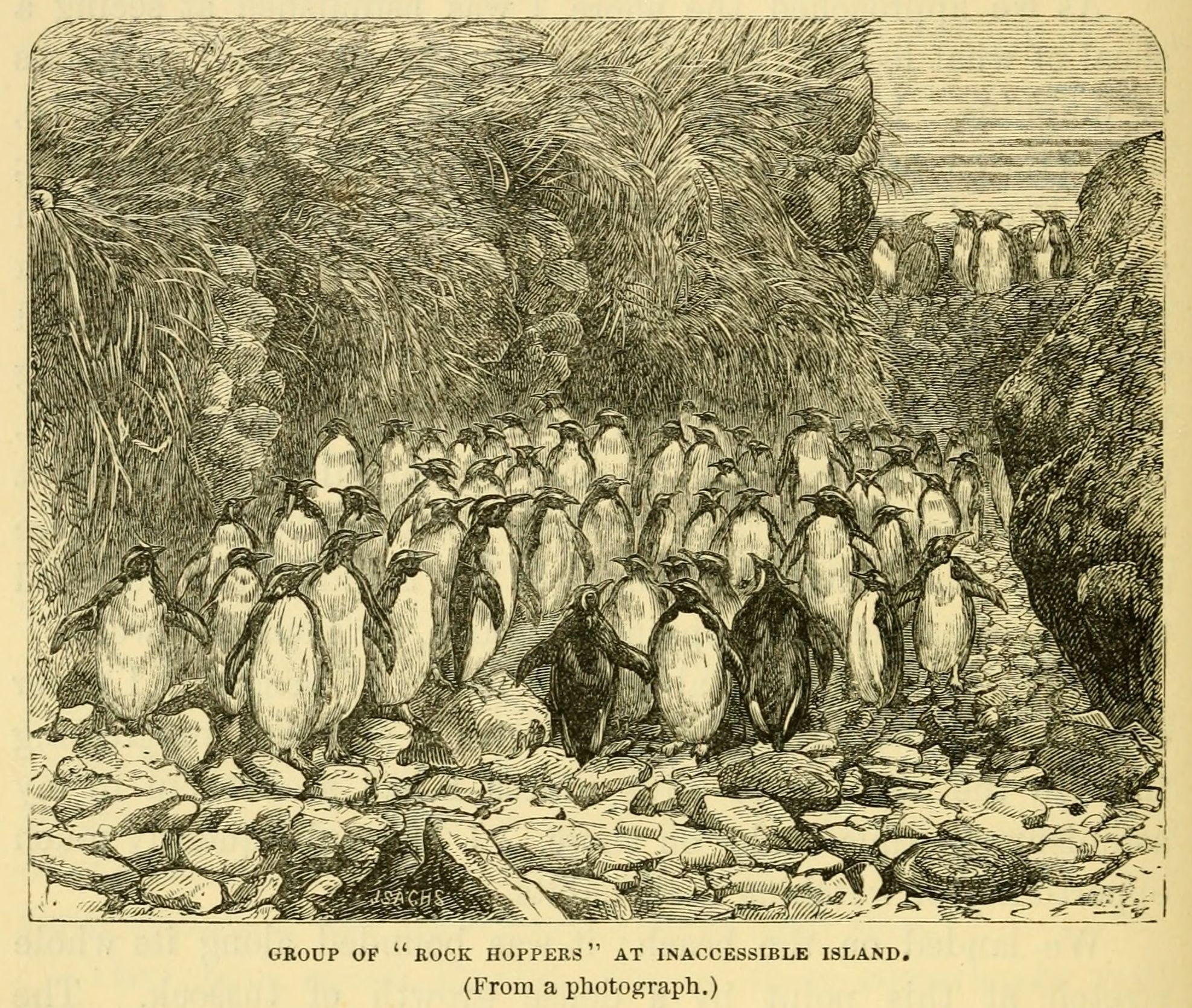
Tristanpinguine auf Inaccessible, gezeichnet vom Naturforscher der Challenger

Die gegenwärtige Population wird auf 100.000–499.999 Brutpaare auf Gough Island, 18.000–27.000 Paare auf Inaccessible Island und 3.200–4.500 auf Tristan da Cunha geschätzt. Der Rückgang der Individuenzahl beträgt ca. 2,7 % jährlich; Der Verlust auf Gough Island wurde auf einen Verlust von 100 Tieren täglich seit den 1950ern berechnet.
Damit ist die Population seit den 1950ern um 90 % zurückgegangen, möglicherweise aufgrund des Klimawandels, von Veränderungen im Ökosystem und von Überfischung von Tintenfisch durch den Menschen. zusätzliche Faktoren sind Umweltverschmutzung und Störungen durch Ökotourismus und Fischerei sowie Eiersammler und Jagd und Nahrungskonkurrenz durch Subantarktische Seebären (Arctocephalus tropicalis). Auch Hausmäuse (Mus musculus) wurden durch den Menschen auf die Inseln gebracht. Die Mäuse sind eine invasive Art und ernähren sich unter anderem von den Eiern der Pinguine und erbeuten auch Küken. Daher wurden Fangaktionen für Mäuse geplant.
Aufgrund des Populationsschwundes ist der Tristanpinguin als „gefährdet“ eingestuft.
Populationsentwicklungen nach Jahr und Insel
| Insel        | Jahr | Schätzung    |
| ------------ | ---- | ------------ |
| Gough        | 1889 | „Millionen“  |
|              | 1956 | ~2 Millionen |
|              | 1979 | 78.300       |
|              | 1984 | 142.800      |
|              | 2004 | 32.400       |
|              | 2006 | 64.700       |
| Tristan      | 1824 | >200.000     |
|              | 1873 | >200.000     |
|              | 1923 | >12.600      |
|              | 1955 | 5.000        |
|              | 1973 | 7.000        |
|              | 1984 | 4.300        |
|              | 1992 | 3.343        |
|              | 2005 | 3.421        |
| Inaccessible | 1955 | >25.000      |
|              | 1989 | 22.000       |
|              | 1999 | 27.000       |
|              | 2004 | 18.000       |
| Nightingale  | 1973 | 25.000       |
|              | 2005 | 19.500       |
| Middle       | 1973 | 100.000      |

### Tankerunglück 2011
Am 16. März 2011 lief der Frachter MS Oliva, der unter maltesischer Flagge lief, vor Nightingale Island auf Grund, wobei viele Tonnen Schweröl ausliefen. Die Crew wurde gerettet, aber das Schiff zerbrach und die Insel wurde von einem Ölfilm umgeben, der die Population von Pinguinen bedrohte. Auf Nightingale Island steht kein Süßwasser zur Verfügung. Daher wurden die Pinguine nach Tristan da Cunha gebracht, um sie zu reinigen.

## In der Popkultur
- Cody Maverick, ein siebzehnjähriger Pinguin, ist der Hauptdarsteller in den Filmen Könige der Wellen von 2007 und Könige der Wellen 2-Wave Mania von 2017.[25]
- Secret Agent Buck Rockgut, ist einer der Pinguine aus Madagascar.
- In Happy Feet und Happy Feet 2 ist Lovelace, ein Barry-White-ähnlicher Liebesguru, ein Felsenpinguin, der seine Weisheit für eine Vergütung durch Steine preisgibt. Lovelace wird im Original von Robin Williams gesprochen.[26]
- Einer der Pinguine der Penguin Palooza mascots des Newport Aquarium in Kentucky, Vereinigte Staaten, „Rocky“, ist ein Tristanpinguin.